# Elecciones presidenciales de Polonia de 2025
Las elecciones presidenciales se celebraron en Polonia el 18 de mayo de 2025. Dado que ningún candidato obtuvo más del 50% de los votos, se celebró una segunda vuelta el 1 de junio de 2025.El presidente en ejercicio, Andrzej Duda, no pudo ser reelegido por estar limitado su mandato. En estas elecciones se presentó el mayor número de candidatos, empatado con 1995, con 13 candidatos a la presidencia. 
El gobierno en el poder apoyó al candidato Rafał Trzaskowski, alcalde de Varsovia y segundo en las elecciones de 2020, que quedó primero en la primera vuelta de votación, seguido por el candidato conservador Karol Nawrocki, que fue respaldado por Ley y Justicia.Los candidatos de derecha, Nawrocki, Sławomir Mentzen (Nueva Esperanza) y Grzegorz Braun de la monárquica Confederación de la Corona Polaca superaron las encuestas, ganando el 29,5%, el 14,8% y el 6,3% respectivamente, quedando en segundo, tercer y cuarto lugar.El candidato centrista Szymon Hołownia (PL2050) y los candidatos de izquierda Magdalena Biejat (La Izquierda) y Adrian Zandberg (Partia Razem) obtuvieron malos resultados.
Nawrocki se presentó con una plataforma nacionalista cristiana y culturalmente conservadora, y se opuso a la coalición gobernante de Donald Tusk, arrojando ostentosamente una copia de Género Queer: Una autobiografía a una trituradora de papel durante la campaña de 2025.La plataforma de Nawrocki exigía una intervención gubernamental significativa en la economía, el mantenimiento de vínculos estrechos entre la Iglesia católica en Polonia y el gobierno polaco, la amplia criminalización del aborto y la oposición a la legalización del matrimonio igualitario o las uniones civiles, citando la ética sexual de la Iglesia católica y la protección de la familia.Trzaskowski se presentó con base en la liberalización económica, la integración europea, la amplia legalización del aborto,la introducción de las uniones civiles entre personas del mismo sexo,y un mayor papel de los gobiernos locales en los voivodatos. Discreparon en cuanto a un mayor fortalecimiento de las relaciones con la Unión Europea y la pertenencia de Ucrania a la OTAN, con el apoyo de Trzaskowski. Nawrocki se opuso a la adhesión de Ucrania a la OTAN y al fortalecimiento de las relaciones con la UE.Ambos se presentaron en plataformas pro-occidentales.
El resultado electoral continuó la tendencia de márgenes electorales más estrechos de los últimos 25 años, convirtiéndose en el más estrecho en la historia de Polonia desde la caída de la República Popular de Polonia. Antes de las elecciones, los observadores caracterizaron una victoria de Nawrocki como perjudicial para el gobierno de Donald Tusk, debido a los proyectos de ley que requerían el 60% de apoyo en el Sejm en caso de un veto presidencial.Los resultados continuaron con Ley y Justicia y sus candidatos presidenciales alineados, quienes solo perdieron una elección presidencial desde su fundación hace 24 años. Los resultados de la primera vuelta también mostraron un fortalecimiento político significativo de la nacionalista Confederación de Libertad e Independencia. Las encuestas a pie de urna indicaron que los votantes más jóvenes eran más propensos a favorecer a Nawrocki en la segunda vuelta y a otros partidos de derecha en la primera; la alianza de extrema derecha Confederación de Libertad e Independencia tuvo, con diferencia, el mejor desempeño de su historia y obtuvo el mejor rendimiento entre la generación más joven de votantes polacos.

## Sistema electoral
El presidente es elegido por un período de cinco años mediante el sistema de dos vueltas; si ningún candidato obtiene la mayoría de los votos en la primera vuelta, se celebra una segunda vuelta entre los dos candidatos más votados. Los presidentes cumplen un mandato de cinco años y pueden ser reelegidos una vez. El segundo mandato de Andrzej Duda expira el 6 de agosto de 2025, y el presidente electo prestará juramento ese día ante la Asamblea Nacional (una sesión conjunta del Sejm y Senado).
Para registrarse para presentarse a las elecciones, un candidato debe ser ciudadano polaco, tener al menos 35 años el día de la primera vuelta de las elecciones y haber recogido al menos 100.000 firmas de votantes antes del 4 de abril de 2025 a las 16:00 (CEST).En 2025, se registraron 13 candidatos, la mayor cantidad de candidatos empatada con 1995.
Todos los ciudadanos tienen derecho a votar después de cumplir 18 años, excepto quienes hayan sido privados de su derecho al voto, privados de sus derechos públicos o detenidos. Los votantes emiten su voto en las comisiones electorales de su distrito regional (polaco: okręgowe komisje wyborcze), pero también pueden votar en el extranjero, fuera de la comisión electoral de su distrito asignado, o por correspondencia si lo notifican previamente.La votación tiene lugar durante 14 horas, entre las 7:00 y las 21:00 (CEST).
Las elecciones son gestionadas por la Comisión Electoral Nacional (polaco: Państwowa Komisja Wyborcza), que, para estas elecciones, estaba compuesta por el presidente (Sylwester Marciniak [pl]), el vicepresidente (Wojciech Sych [pl]) y siete miembros recomendados por los grupos del Sejm: dos por Coalición Cívica, dos por Ley y Justicia y uno respectivamente por Polonia 2050, el Partido Campesino Polaco y La Izquierda.
La Comisión Electoral Nacional, en conferencias de prensa durante la jornada electoral, informa sobre la participación a las 12:00, las 17:00 (CEST) y la participación final.Durante el día anterior y el día de las elecciones, hasta el cierre de las urnas a las 21:00, se mantiene el silencio electoral. En la segunda vuelta de las elecciones presidenciales, se produjeron 87 incidentes de ruptura del silencio electoral.

## Antecedentes

### Segunda toma de posesión de Duda

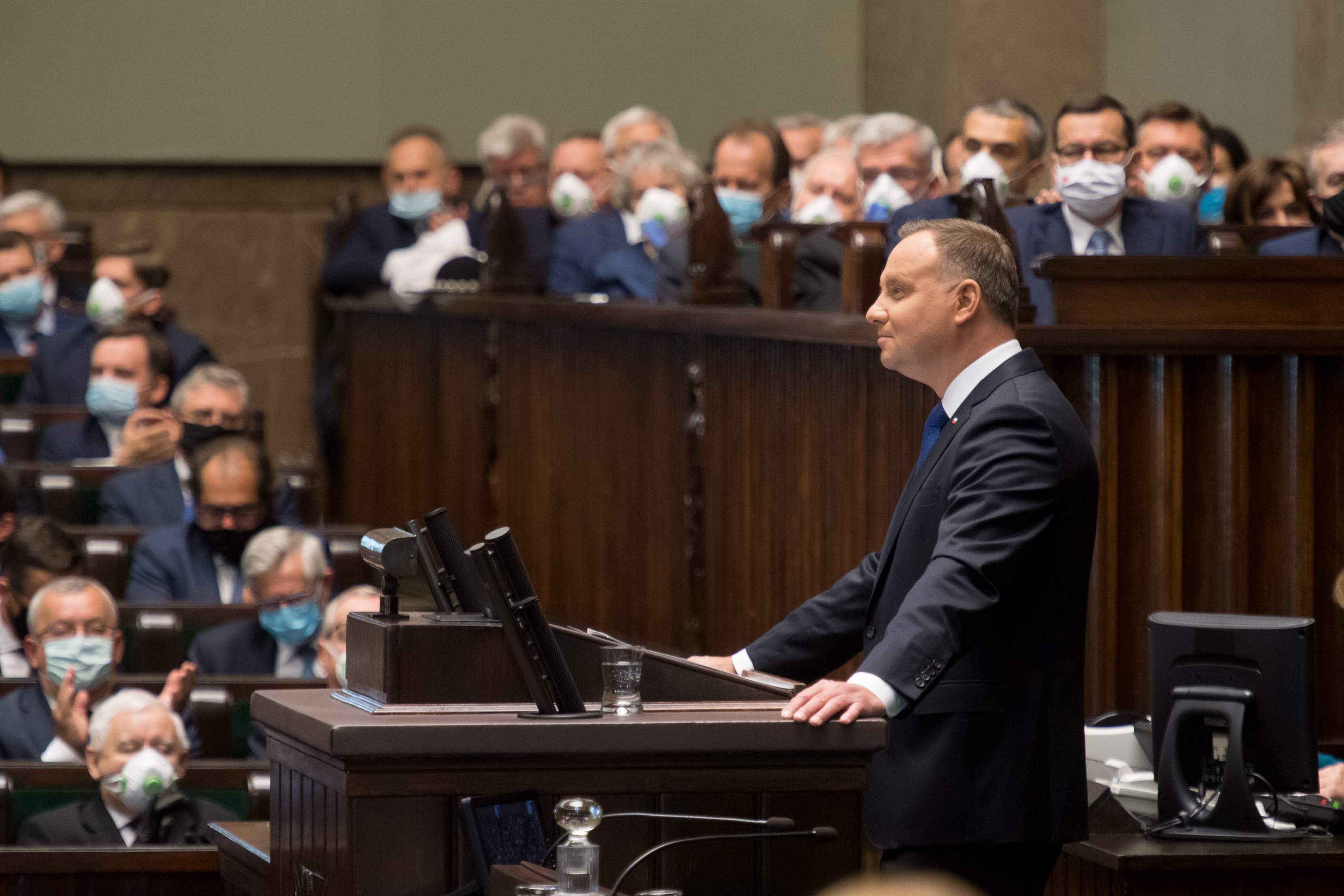
Andrzej Duda juramentó su segundo mandato el 6 de agosto de 2020

El presidente en ejercicio, Andrzej Duda (PiS), derrotó por un estrecho margen a Rafał Trzaskowski (PO) en las elecciones presidenciales de 2020 y juró su segundo mandato el 6 de agosto de 2020.Duda gobernaría junto con el primer ministro Mateusz Morawiecki y su gabinete hasta las elecciones parlamentarias de 2023. Las elecciones parlamentarias registraron una participación récord, con el 74,4 % de los polacos con derecho a voto, un aumento de 12,6 puntos porcentuales desde 2019.

### Gabinete Tusk

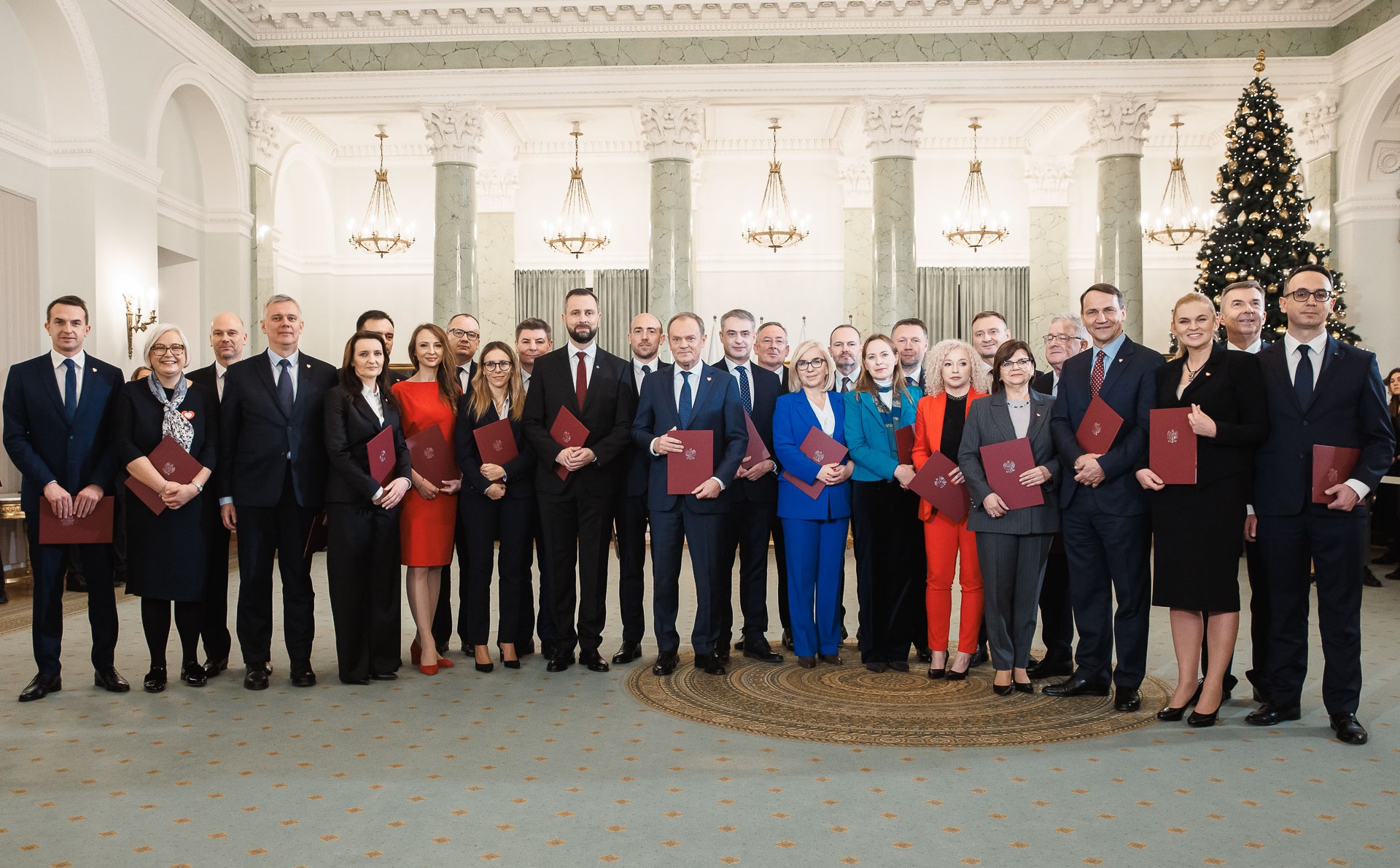
Tercer gabinete de Donald Tusk

Tras las elecciones parlamentarias y la breve reelección de Mateusz Morawiecki, el gabinete de Donald Tusk, compuesto por la Coalición Cívica, Polonia 2050, el Partido Campesino Polaco y Nueva Izquierda, comenzó a gobernar el país. La coalición de Tusk no obtuvo suficientes votos para eludir el veto presidencial, para lo cual necesitaría 276 votos.

#### Política económica del gabinete Tusk
Desde que la coalición llegó al poder, el gabinete de Tusk tomó medidas para desregular la economía, recortar el gasto social y equilibrar el presupuesto. En febrero de 2025, Tusk invitó al multimillonario Rafał Brzoska y al director ejecutivo de Google, Sundar Pichai, a desregular la economía polaca y reducir las regulaciones laborales. La propuesta de Tusk a Brzoska ha llevado a que los medios lo etiqueten como el "Elon Musk polaco".Tusk ha sido acusado de otorgar a Google el monopolio del sector de la inteligencia artificial en Polonia a través de sus acuerdos de inversión con Pichai.

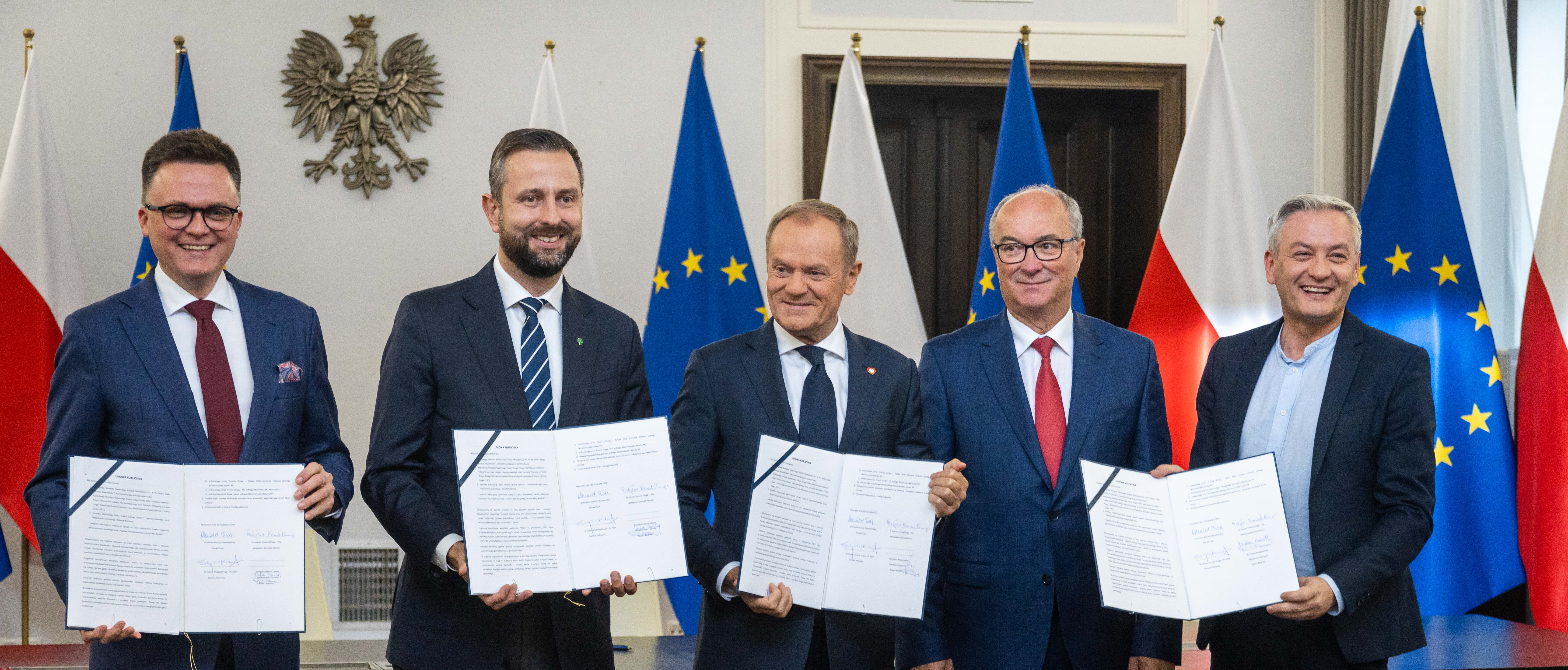
Líderes de los partidos de la coalición que firmaron el acuerdo de coalición, de izquierda a derecha: Szymon Hołownia (PL2050-TD), Władysław Kosiniak-Kamysz (PSL-TD), Donald Tusk (KO), Włodzimierz Czarzasty (NL) y Robert Biedroń (NL). En las elecciones presidenciales, la alianza TD contó con Szymon Hołownia, KO con Rafał Trzaskowski y NL con Magdalena Biejat.

#### Política social del gabinete Tusk
La coalición gobernante estaba compuesta principalmente por partidos centristas o con ligeras inclinaciones de derecha. Sin embargo, Nueva Izquierda, que también formaba parte del gabinete, postuló la despenalización del aborto. El Sejm rechazó la propuesta en julio de 2024. Ante la oposición dentro de la coalición gobernante de un nutrido grupo de disidentes del Partido Campesino Polaco, la votación fracasó con 218 votos en contra y 215 a favor de la despenalización.

#### Política sanitaria del gabinete Tusk
El 4 de abril, el Sejm votó por un estrecho margen (213-190, con KO, PL2050 y PSL votando a favor, PiS, NL y Razem en contra, y Confederación absteniéndose mayoritariamente) reducir la contribución al seguro de salud(polaco: składka zdrowotna) para los empresarios,lo que provocó protestas de la izquierda, especialmente de miembros de Razem, acusando al gobierno de intentar socavar y luego privatizar la atención médica pública.Finalmente, Andrzej Duda vetó la reducción de la contribución a la salud el 6 de mayo.

## Candidatos
| Nombre              | Biografía                           | Cargo | Afiliación política | Afiliación política                          | Ref.   |
| ------------------- | ----------------------------------- | --- | ------------------- | -------------------------------------------- | ------ |
| Grzegorz Braun      | 11 de marzo de 1967 Torún           | Miembro del Parlamento Europeo (2024–presente)                                                                              |                     | Confederación de la Corona Polaca            | [ 44 ] |
| Karol Nawrocki      | 3 de marzo de 1983 Gdańsk           | Presidente del Instituto de la Memoria Nacional (2021–presente) Director del Museo de la Segunda Guerra Mundial (2017–2021) |                     | Independiente (Ley y Justicia)               | [ 45 ] |
| Szymon Hołownia     | 3 de septiembre de 1976 Białystok   | Mariscal del Sejm (2023–presente) Miembro del Sejm (2023–presente)                                                          |                     | Polonia 2050 (Tercera Vía)                   | [ 46 ] |
| Marek Jakubiak      | 30 de abril de 1959 Varsovia        | Líder de la Federación por la República (2018–presente) Miembro del Sejm (2015–2019)                                        |                     | Republicanos Libres                          |        |
| Rafał Trzaskowski   | 17 de enero de 1972 Varsovia        | Alcalde de Varsovia (2018–presente)                                                                                         |                     | Plataforma Cívica (Coalición Cívica)         | [ 47 ] |
| Sławomir Mentzen    | 20 de noviembre de 1986 Toruń       | Líder de Nueva Esperanza (2022–presente) Miembro del Sejm (2023–presente)                                                   |                     | Confederación de Libertad e Independencia    | [ 48 ] |
| Krzysztof Stanowski | 21 de julio de 1982 Varsovia        | Periodista y youtuber |                     | Independiente                                | [ 49 ] |
| Artur Bartoszewicz  | 18 de enero de 1974 Suwałki         | Profesor del Colegio de Socioeconomía de la Escuela de Economía de Varsovia                                                 |                     | Independiente                                | [ 50 ] |
| Magdalena Biejat    | 11 de enero de 1982 Varsovia        | Mariscal Adjunto del Senado de Polonia (2023–) Miembro del Sejm (2019–2023)                                                 |                     | Independiente (La Izquierda)                 | [ 51 ] |
| Maciej Maciak       | 30 de agosto de 1970 Włocławek      | Periodista y youtuber |                     | Independiente (RDiP)                         |        |
| Joanna Senyszyn     | 1 de febrero de 1949 Gdynia         | Miembro del Sejm (2001–2009, 2019–2023)                                                                                     |                     | Independiente (SLD)                          |        |
| Marek Woch          | 17 de diciembre de 1978 Kąkolewnica | Líder de Activistas no partidistas del gobierno local (2024–)                                                               |                     | Activistas no partidistas del gobierno local | [ 52 ] |
| Adrian Zandberg     | 4 de diciembre de 1979 Aalborg      | Miembro del Sejm (2019–present)                                                                                             |                     | Razem                                        |        |

### Retirados
- Stanisław Żółtek – eurodiputado por la circunscripción de Pequeña Polonia y Świętokrzyskie (2014-2019), líder del Congreso de la Nueva Derecha y PolExit; se retiró para apoyar a Grzegorz Braun.[53]
- Krzysztof Andrzej Sitko – se retiró para respaldar a Marek Woch.[54]
- Katarzyna Cichos – se retiró para respaldar a Marek Woch.[55]

## Campaña

### Primera vuelta

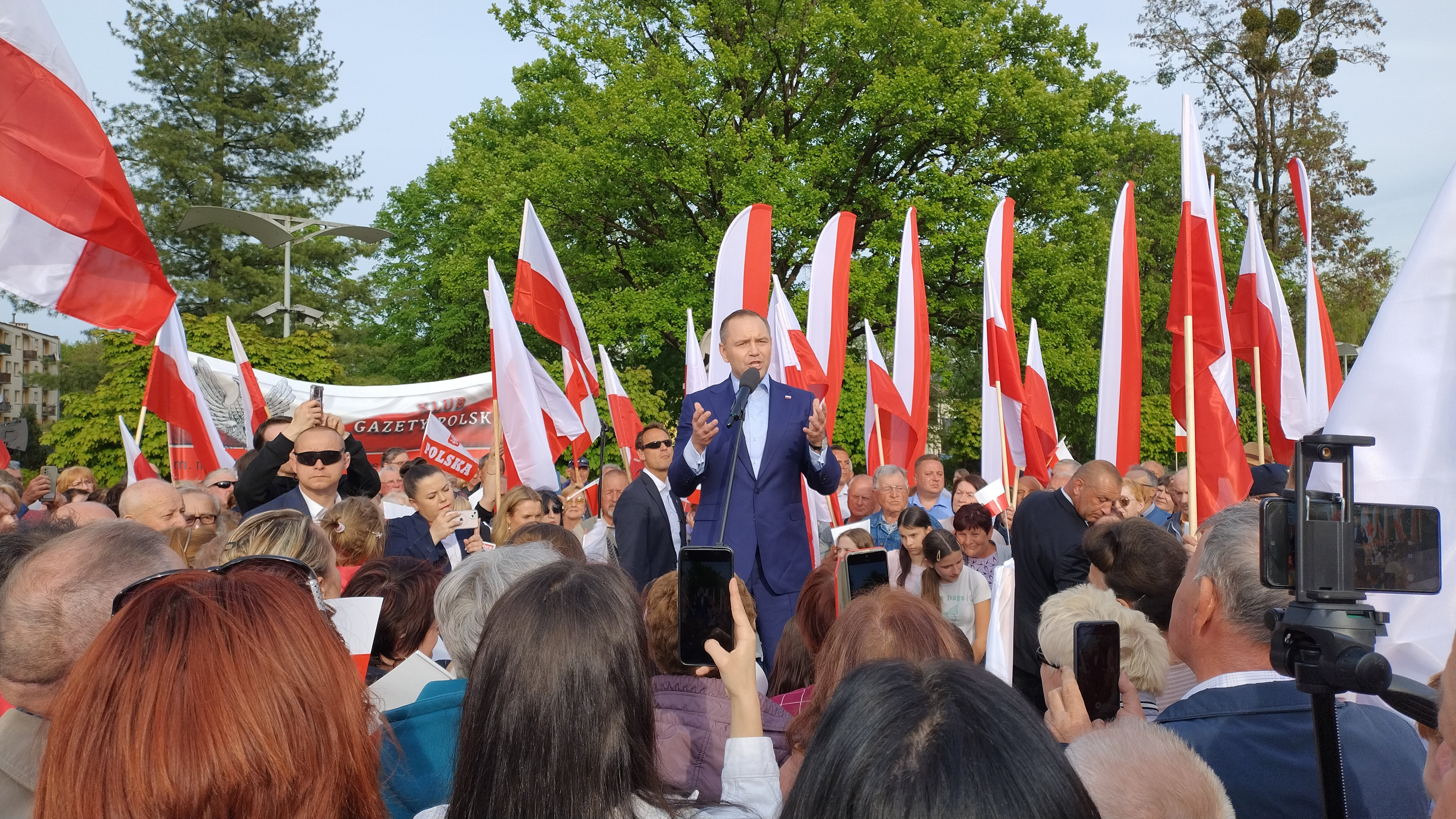
Karol Nawrocki en Nowa Dęba

Sławomir Mentzen, de la alianza Confederación, fue el primer candidato en comenzar una campaña electoral el 31 de agosto de 2024, lo que generó críticas y acusaciones de ilegalidad por parte de políticos de otros partidos por su inicio temprano.El mariscal del Sejm, Szymon Hołownia, del partido Polonia 2050, declaró su candidatura el 13 de noviembre.La Coalición Cívica (KO) seleccionó a su candidato en una primaria presidencial el 22 de noviembre después de que el ministro de Asuntos Exteriores, Radosław Sikorski, desafiara al candidato presuntivo, el alcalde de Varsovia, Rafał Trzaskowski, quien era el candidato presidencial de KO en 2020.Después de la primaria de KO, el presidente del Instituto de la Memoria Nacional, Karol Nawrocki, fue respaldado por el partido Ley y Justicia el 24 de noviembre como candidato oficialmente independiente, ya que nunca perteneció a ningún partido político.Otros grupos también presentaron sus propios candidatos. Los partidos de izquierda, Nueva Izquierda y Razem (Juntos), seleccionaron a Magdalena Biejat y Adrian Zandberg, respectivamente. En la derecha, el grupo Republicanos Libres respaldó a Marek Jakubiak, y la Confederación de la Corona Polaca presentó a Grzegorz Braun tras separarse de la Confederación de Mentzen. También se presentaron otros candidatos que no representaban a ningún partido en el parlamento: Artur Bartoszewicz (independiente), Maciej Maciak (Movimiento Prosperidad y Paz), Joanna Senyszyn (Asociación de Izquierda Democrática), Krzysztof Stanowski (independiente) y Marek Woch (Bezpartyjni Samorządowcy). En total, la primera vuelta de las elecciones contó con 13 candidatos, la mayor cantidad de candidatos, igualada con la de las elecciones presidenciales de 1995.

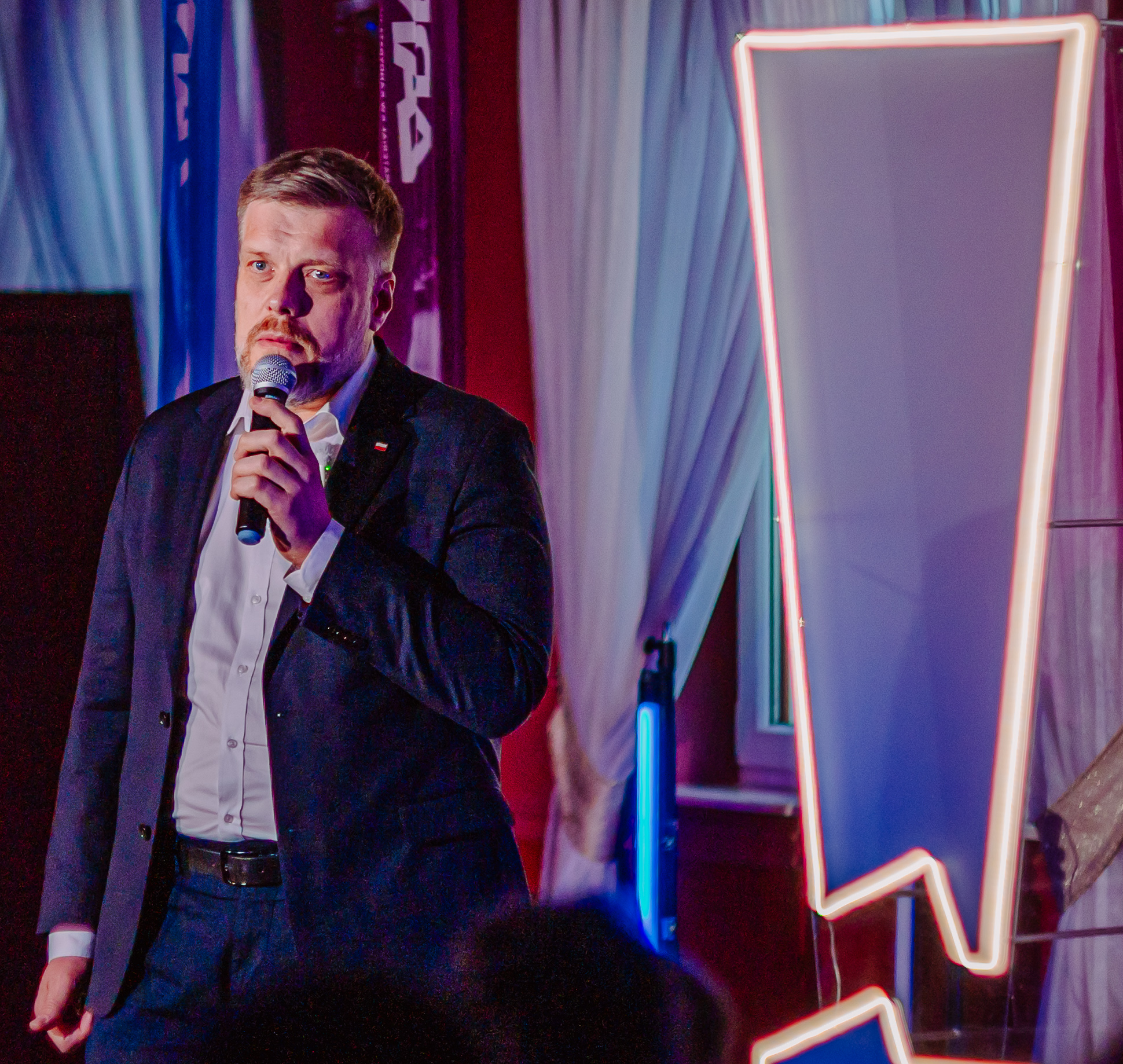
Adrian Zandberg en Lubartów

En el período previo a las elecciones, se le retuvo a Ley y Justicia una parte de la subvención del partido. El problema surgió después de que la Comisión Electoral Nacional dictaminara que el informe financiero del partido para la campaña parlamentaria de 2023, y en consecuencia su informe anual de 2023, presentaba deficiencias. Como resultado, tanto la dotación de campaña como la subvención anual se redujeron en aproximadamente 11 millones de PLN. La sentencia fue apelada ante el Tribunal Supremo, donde la Sala Extraordinaria de Revisión y Asuntos Públicos falló a favor del partido. Esto obligó legalmente a la Comisión a modificar su veredicto, lo que se produjo el 30 de diciembre de 2024. Sin embargo, dado que la legitimidad de esta sala del Tribunal Supremo ha sido cuestionada por el gobierno en el poder y el TJUE debido a la crisis del Estado de derecho que persiste desde 2017, el ministro de Finanzas, Andrzej Domański, se negó a transferir los fondos en disputa.Finalmente, Nawrocki tuvo que llevar a cabo su campaña sin los fondos transferidos al PiS.

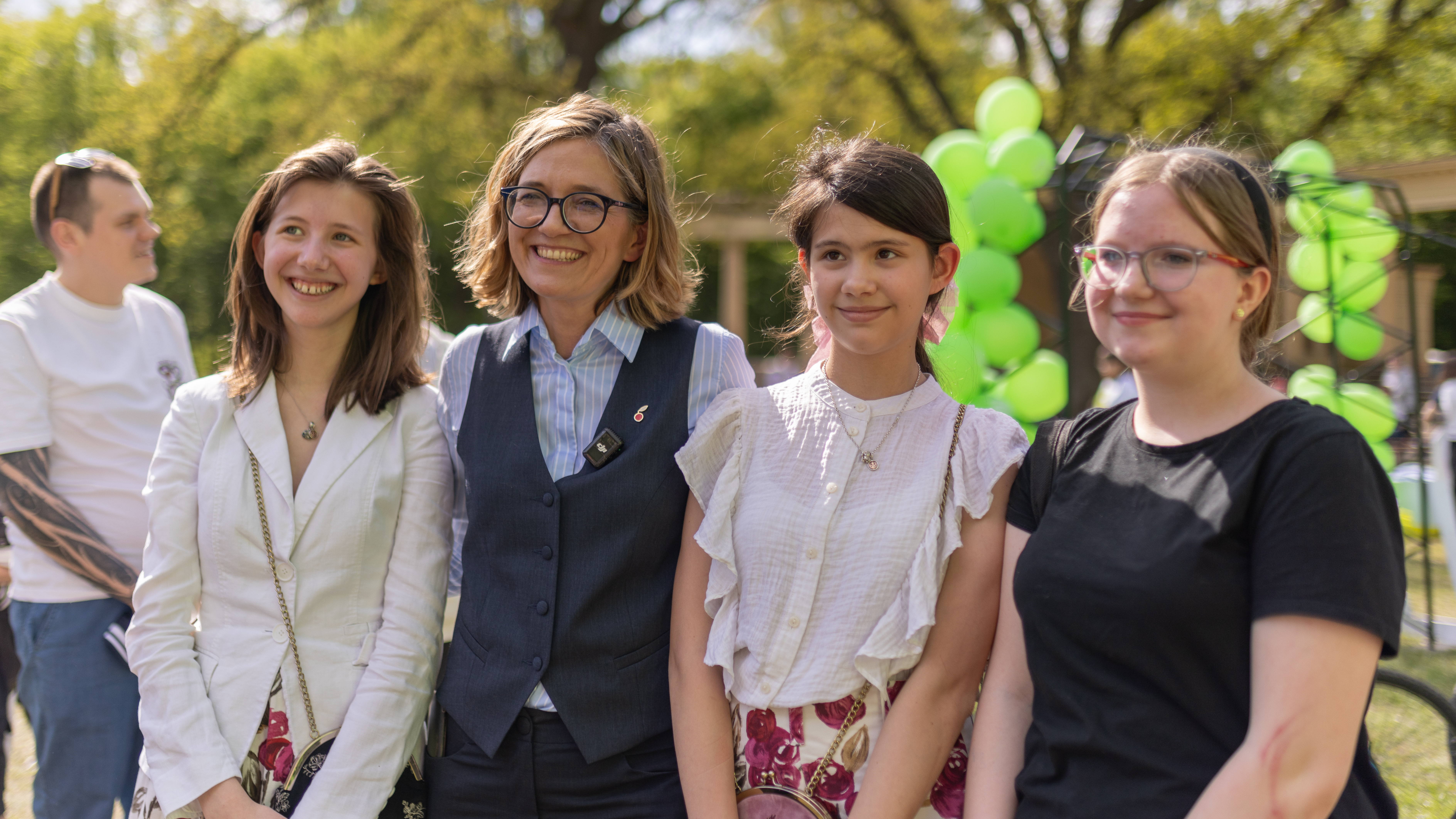
Magdalena Biejat en Łódź

La especulación sobre si PiS reemplazaría a Nawrocki comenzó rápidamente cuando se reveló que había tenido contacto con un futuro criminal como parte de su tiempo como boxeador dos décadas antes, por lo que fue atacado por políticos opositores.Sin embargo, las encuestas mostraron que la gran mayoría de la gente no esperaba que Nawrocki fuera reemplazado.Nawrocki continuaría siendo el candidato presidencial del PiS en la primera vuelta y enfrentaría más controversias sobre su vida privada.

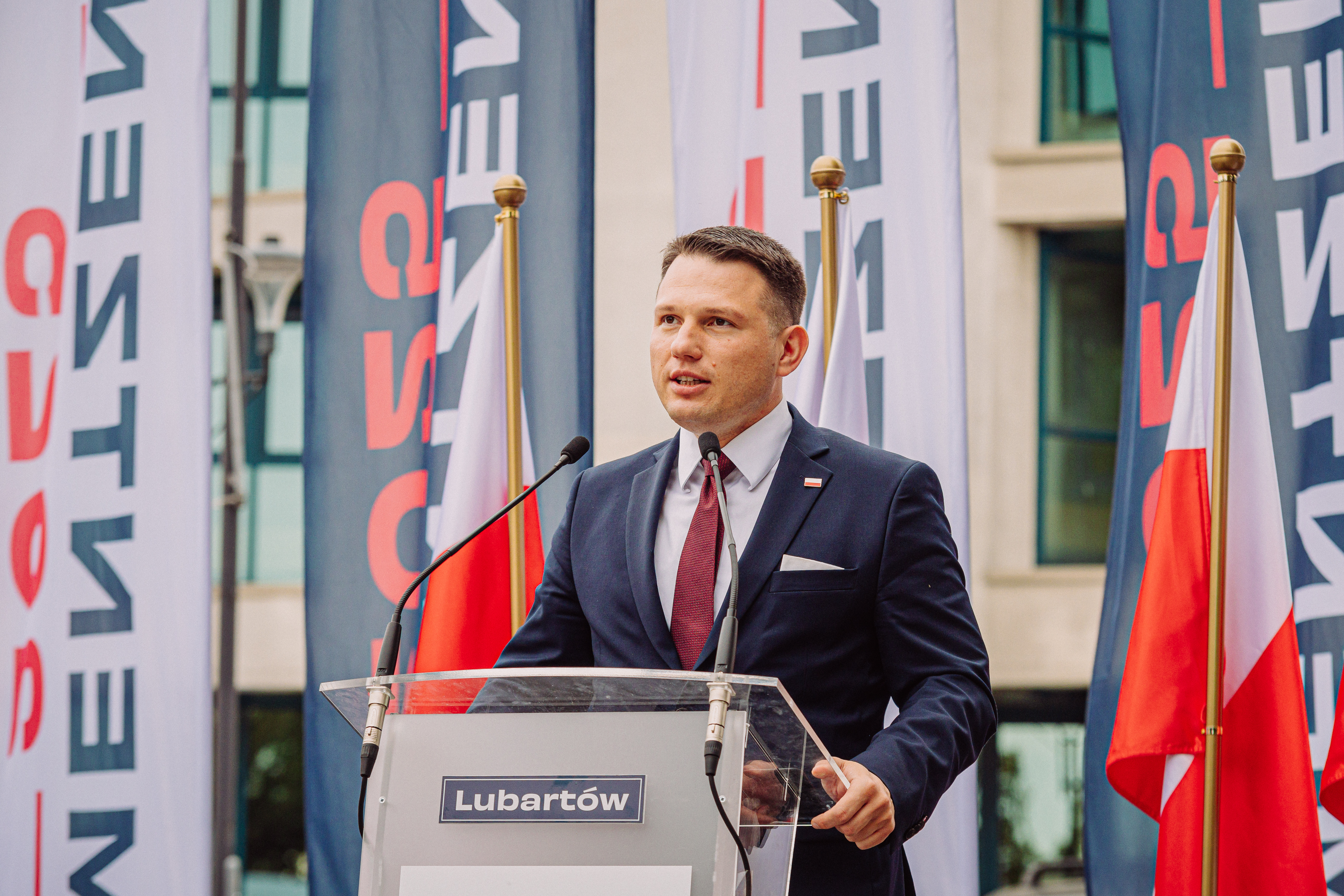
Sławomir Mentzen en Lubartów

El PiS lanzó el "Movimiento de Protección Electoral" (polaco: Ruch Ochrony Wyborów), dirigido principalmente por el exministro de Educación Przemysław Czarnek,con la intención de salvaguardar el desarrollo democrático de las elecciones y protegerlas del fraude electoral.El 13 de febrero de 2025, Nawrocki recibió el respaldo de Solidaridad, el mayor sindicato polaco que coopera con el PiS,comprometiéndose a no aumentar la edad de jubilación y a defender el salario mínimo.Tras la primera vuelta, el 20 de mayo, Solidaridad Rural también respaldó a Nawrocki.En la convención electoral de Nawrocki en Łódź el 26 de abril, obtuvo el respaldo del presidente saliente Andrzej Duda,quien previamente se había abstenido de emitir respaldos o apoyar a ninguno de los candidatos.
Durante la campaña, algunos consideraron que Trzaskowski había dado un "giro a la derecha";Trzaskowski propuso la idea de limitar los programas de asistencia social para los refugiados ucranianos que no trabajan, propuesta que Ley y Justicia presentó en el Sejm el 20 de enero para "comprobar" la autenticidad de su propuesta.Si bien defendía los derechos LGBT, no se pronunció abiertamente al respecto.Durante el primer debate del TVP en Końskie, tras recibir una bandera LGBT de Nawrocki, Trzaskowski primero la ocultó y luego la regaló a su oponente, Magdalena Biejat.A pesar de ser partidario de las uniones civiles entre personas del mismo sexo, se pronunció en contra de la adopción por parte de personas del mismo sexo.

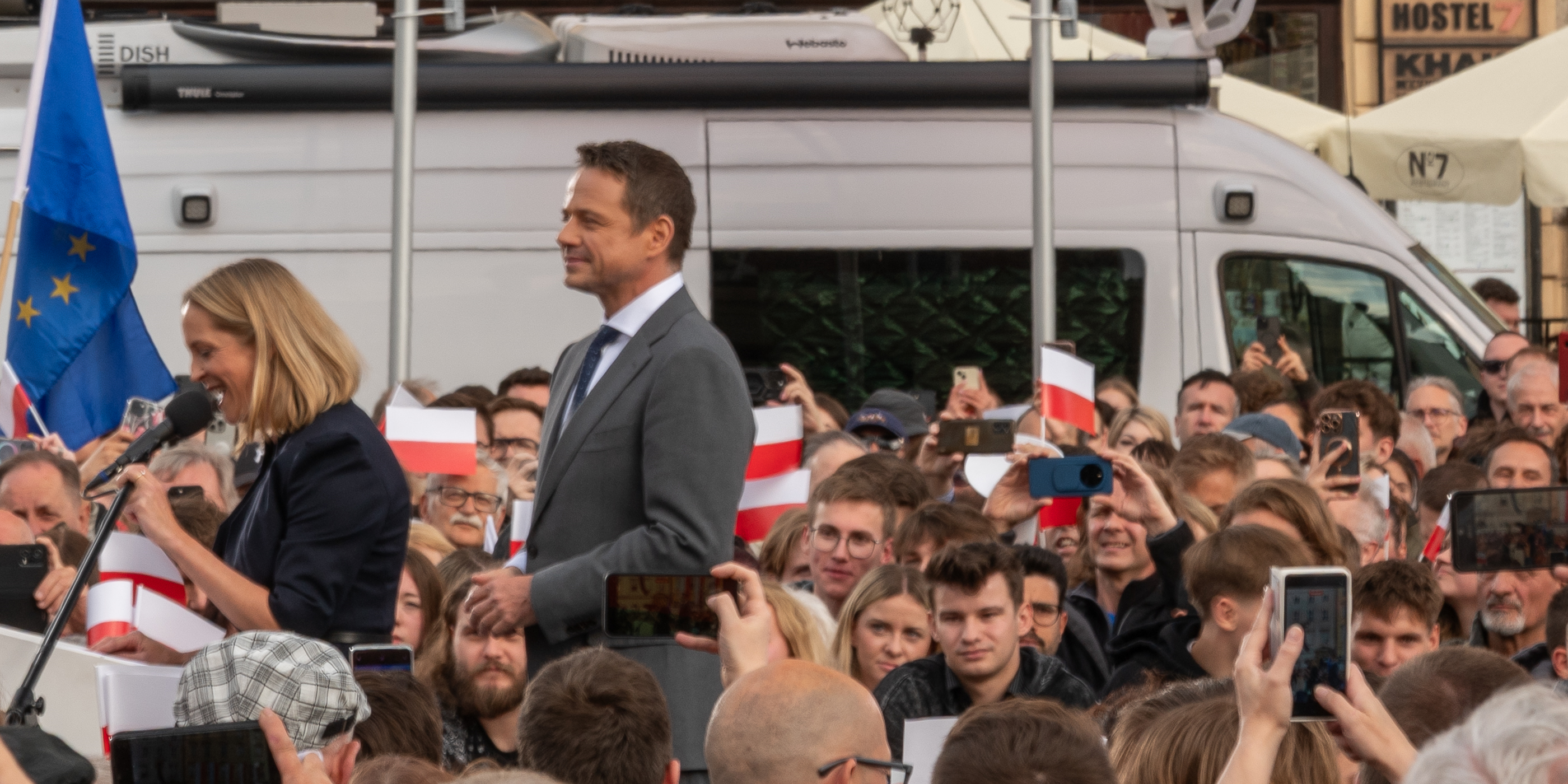
Rafał Trzaskowski en Cracovia

Nawrocki acusó a la coalición gobernante de sexualizar a niños, arrojando ostentosamente una copia de Género Queer: Una autobiografía a una trituradora de papel.En la conferencia del partido del 2 de marzo, Nawrocki declaró las elecciones un "referéndum sobre el rechazo a Tusk",lo que seguiría siendo un tema recurrente durante toda la campaña.
Mentzen y Braun, quienes quedarían tercero y cuarto en las elecciones, hicieron campaña con enfoques sociales y económicos de derecha. Mentzen, quien obtuvo mejores resultados entre los jóvenes y finalmente ganó en ese grupo demográfico,visitó el mayor número de powiats de todos los demás candidatos.Algunos comentaristas creían que Mentzen tenía posibilidades de pasar a la segunda vuelta, y para marzo, Mentzen ascendía en las encuestas de opinión, incluso superando ligeramente a Nawrocki en algunas de ellas.Sin embargo, su posición comenzó a decaer después.

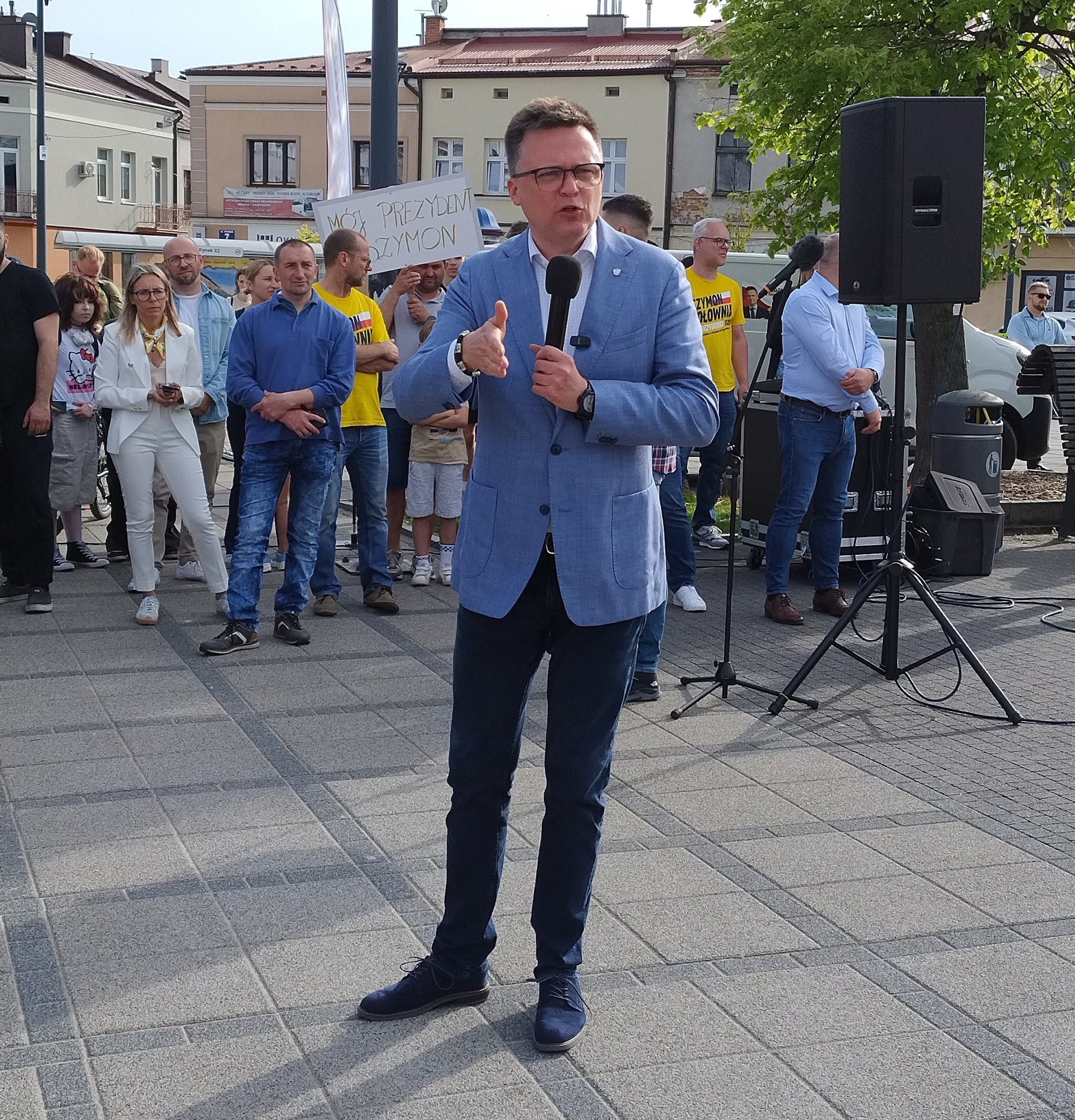
Szymon Hołownia en Mielec

En marzo, estalló la indignación pública por un aborto realizado en la semana 36 de embarazo a un feto con un defecto congénito en un hospital de Oleśnica,Políticos de derecha criticaron el aborto. El presidente Duda calificó el acto de bárbaro,Nawrocki lo calificó de asesinato y declaró que el Estado debería ayudar a los niños con discapacidad.Braun saltó a la fama por el incidente cuando, el 16 de abril, irrumpió en el hospital junto con otras personas y contuvo durante varios minutos al ginecólogo que realizó el aborto, alegando haber realizado una intervención de poseł [pl] por la cual, entre otros incidentes, perdió su inmunidad parlamentaria europea.El 27 de marzo, Mentzen entrevistó al candidato Krzysztof Stanowski, durante la cual su declaración, en la que expresaba su oposición incondicional al aborto y describía el embarazo producto de una violación como "desagradable", provocó una gran polémica.

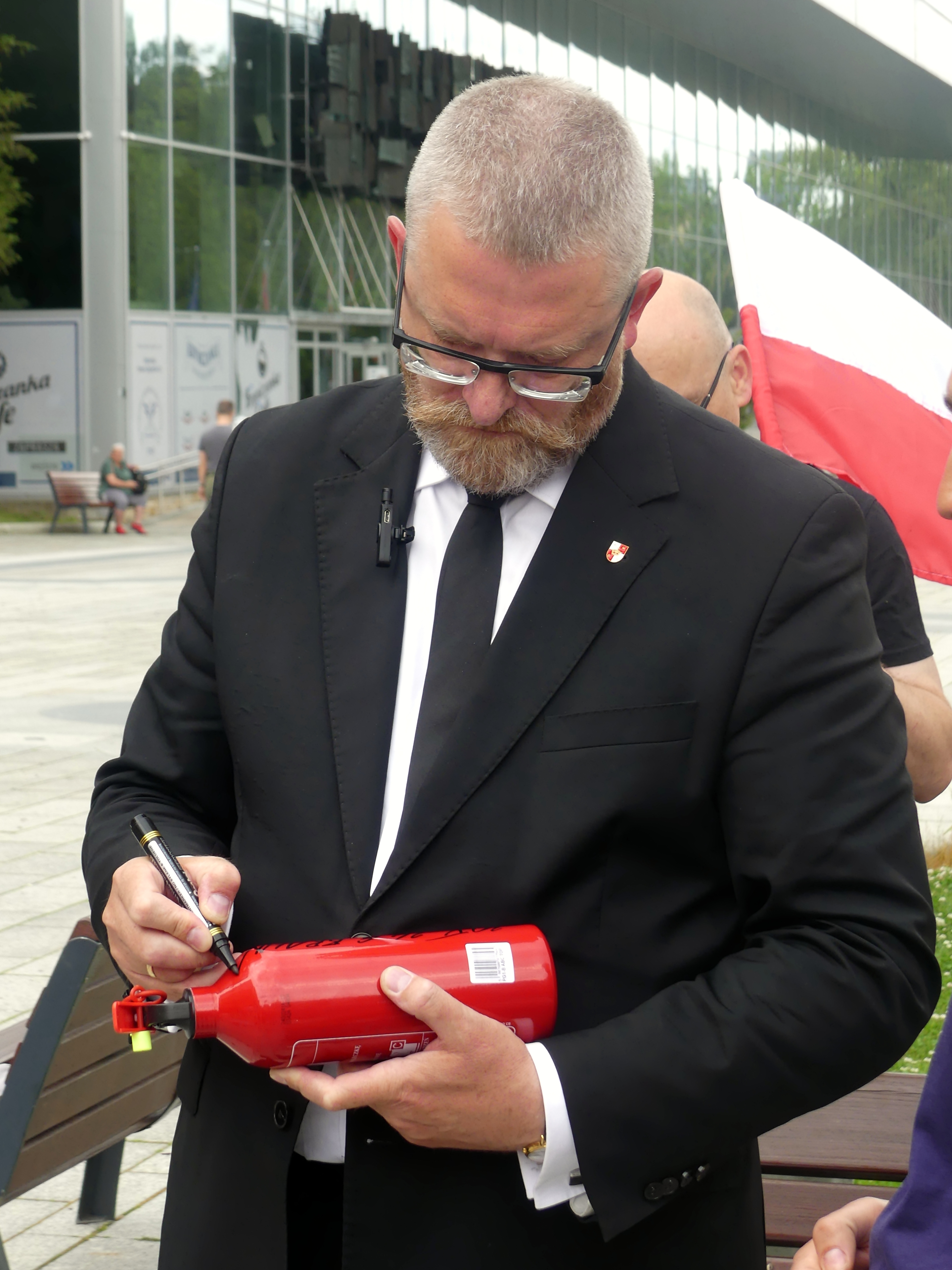
Grzegorz Braun en Krynica Zdrój

Un tema electoral importante fue la contribución al seguro médico (polaco: składka zdrowotna), siendo la deficiente atención médica del país uno de los problemas más importantes.En abril, los partidos de centro y centroderecha de la coalición de gobierno votaron por un estrecho margen a favor de reducir la contribución al seguro médico para los empresarios,lo que provocó protestas de la izquierda, especialmente las de Razem, quien acusó al gobierno de intentar socavar y luego privatizar la atención médica pública.El 11 de abril, el líder de Razem, Adrian Zandberg, se perdió el primer debate del TVP para tener una audiencia con el presidente Andrzej Duda sobre la contribución al seguro médico,lo cual hizo el 6 de mayo. Tras el veto de Duda a la reducción, Trzaskowski defendió la propuesta de su partido sobre la contribución al seguro médico, afirmando que conllevaría un aumento en la cantidad de dinero en el sistema de salud.Hołownia también aprobó la propuesta. Mientras tanto, Nawrocki y Biejat no estaban de acuerdo y hablaron del ya deficiente estado de la atención sanitaria en Polonia.
Durante la campaña, surgieron críticas públicas por la adquisición por parte de Nawrocki de un segundo apartamento a un anciano en prisión preventiva. Dado que Nawrocki había declarado poseer solo un apartamento durante un debate, Onet difundió información sobre la posesión de un segundo. El candidato procedió a declarar que había adquirido el segundo apartamento del anciano a cambio de prometer cuidados de por vida; sin embargo, se reveló que el hombre fue internado en un centro de atención estatal sin la participación de Nawrocki.En medio de acusaciones de explotación, Nawrocki defendió la legalidad del acuerdo y prometió donar la propiedad a una organización benéfica.

### Segunda vuelta

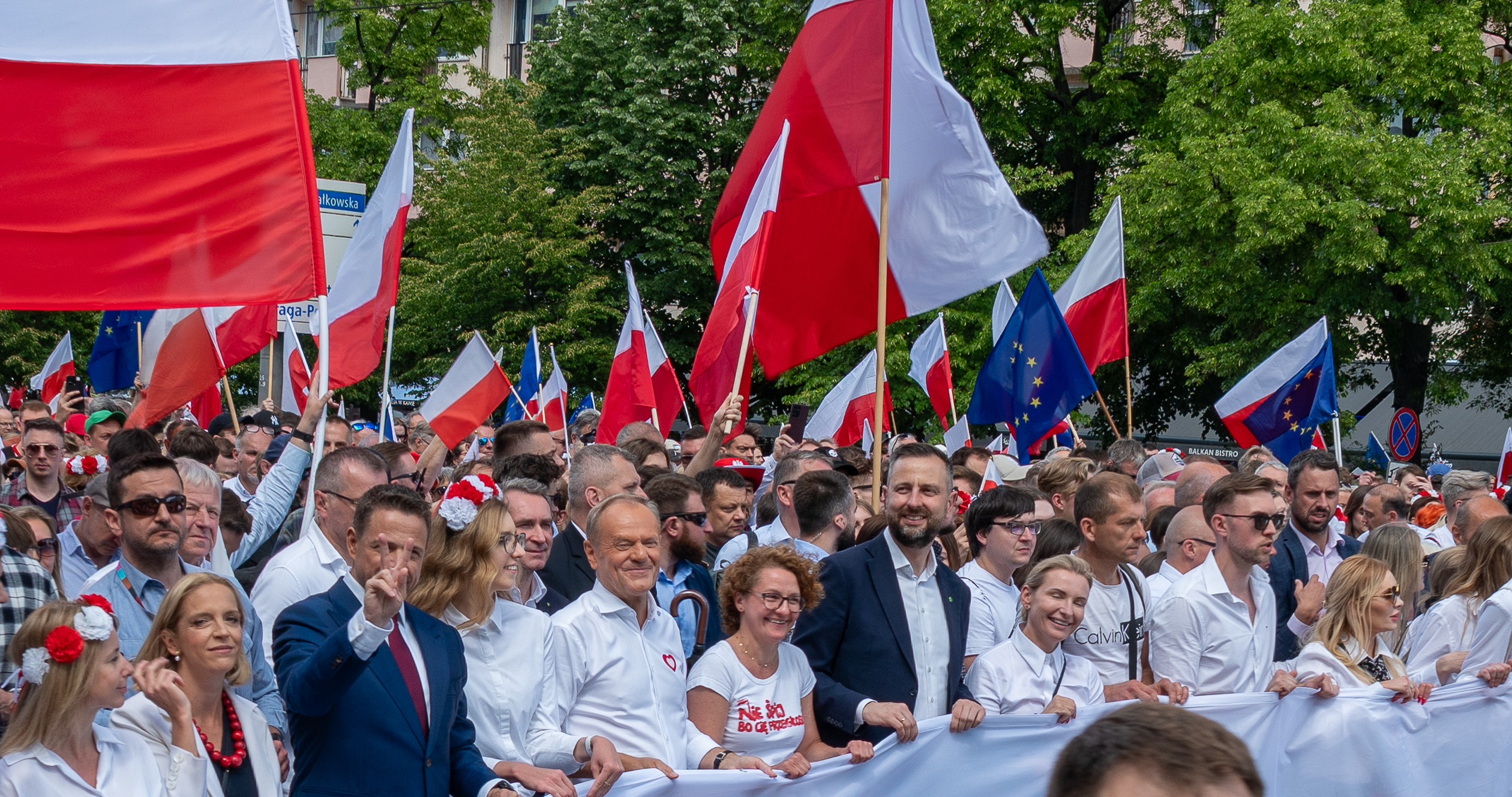
Trzaskowski en su "Gran Marcha de los Patriotas" en Varsovia.

Trzaskowski y Nawrocki avanzaron a la segunda vuelta, con Nawrocki superando las expectativas en las encuestas. Hołownia y Biejat respaldaron rápidamente a Trzaskowski,y Jakubiak respaldó a Nawrocki.Mentzen, quien quedó tercero en la primera vuelta con el 14,8% de los votos, convocó a los dos candidatos que avanzaban a una reunión pública y les presentó un conjunto de ocho puntospara que cada candidato los firmara,los cuales fueron firmados por Nawrocki.Trzaskowski también compareció el 24 de mayo de 2025, coincidiendo con cuatro de los ocho puntos, pero no accediendo a firmarlos.Después de la aparición de Trzaskowski, salió a beber con Mentzen, lo que generó acusaciones de que Mentzen era un traidor por parte de figuras de la Confederación.Trzaskowski, mientras tanto, enfrentó críticas de los partidarios de La Izquierda, que no estaban satisfechos con que bebiera con un político de extrema derecha.
Poco después de la finalización de la primera vuelta, ambos candidatos anunciaron el lanzamiento de manifestaciones de apoyo que se celebrarían en Varsovia el mismo día, 25 de mayo.Se presentaron diferentes estimaciones de participación, que oscilaban entre 130.000 y 160.000, incluido el presidente electo rumano Nicușor Dan,para la marcha de Trzaskowski y entre 50.000 y 70.000 para la manifestación de Nawrocki.

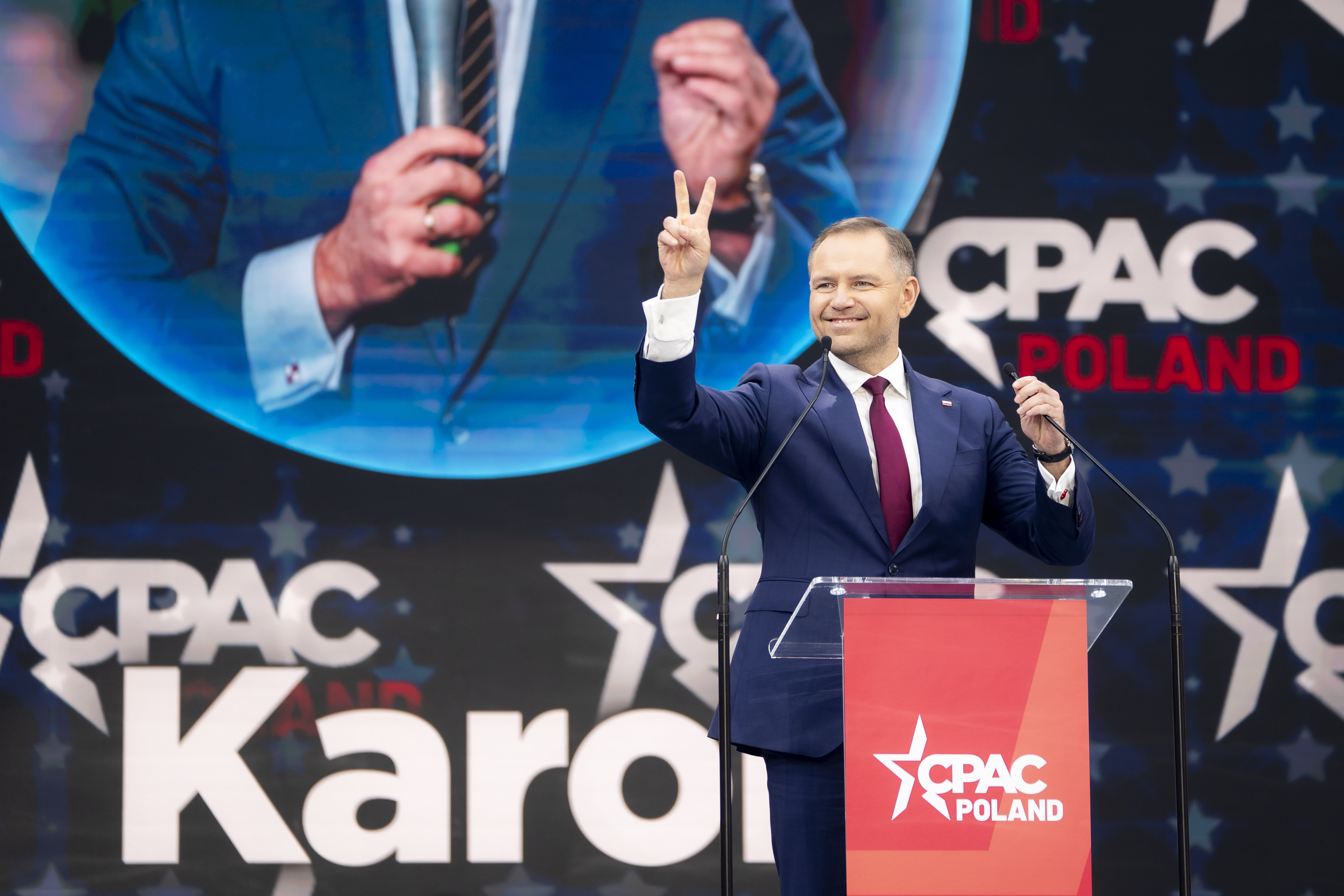
Nawrocki en un evento del CPAC en Jasionka.

Wirtualna Polska detalló acusaciones de que los anuncios de campaña de Facebook que favorecían a Trzaskowski y atacaban a Nawrocki y Mentzen, tenían vínculos con una empresa extranjera, Estratos Digital GmbH, con sede en Viena y dirigida por dos húngaros, Ádám Ficsor y Viktor Szigetvári, con capital vinculado al Partido Demócrata estadounidense.
A lo largo de la segunda vuelta, Nawrocki se enfrentó a una serie de nuevas controversias relacionadas con su vida personal, comenzando con la revelación de que había participado previamente en una pelea de hooligans de fútbol de 70 contra 70 (polaco: ustawka) entre aficionados del Lechia Gdańsk y el Lech Poznań.Ante las críticas, acusó al primer ministro Tusk de participar también en hooliganismo futbolístico en su juventud y calificó las peleas de "batallas nobles".También salió a la luz que Nawrocki tenía tatuajes del Chelsea F.C. y del Lechia Gdańsk en el torso.Surgieron más controversias sobre los antecedentes personales de Nawrocki debido a las acusaciones de que había trabajado como guardaespaldas de prostitutas en un Grand Hotel de cinco estrellas en Sopot en su juventudy de haber consumido snus mientras estaba al aire durante un debate presidencial,lo que generó acusaciones de su fuerte adicción a la nicotina.

## Encuestas de opinión
Artículo principal: Encuestas de opinión para las Elecciones presidenciales de Polonia de 2025 (en)

## Resultados

### Primera vuelta
En la primera vuelta, Rafał Trzaskowski obtuvo el primer puesto con el 31,4% de los votos, seguido de Karol Nawrocki en segundo lugar con el 29,5%, pasando a la segunda vuelta. Los candidatos de derecha, Nawrocki, Sławomir Mentzen y Grzegorz Braun, superaron las expectativas, obteniendo el 29,5%, el 14,8% y el 6,3% respectivamente, quedando en segundo, tercer y cuarto lugar.Szymon Hołownia y Magdalena Biejat obtuvieron peores resultados, quedando en quinto y séptimo lugar, esta última por debajo de su rival de izquierda, Adrian Zandberg.
|  | 31.36 % |

|  | 29.54 % |

|  | 14.81 % |

|  | 6.34 % |

|  | 4.99 % |

|  | 4.86 % |

|  | 4.23 % |

|  | 1.24 % |

|  | 1.09 % |

|  | 0.77 % |

|  | 0.49 % |

|  | 0.19 % |

|  | 0.09 % |

|  | 99.56 % |

|  | 0.44 % |

|  | 100.00 % |

|  | 67.31 % |

#### Resultados por distrito
| Voivodato            | Trzaskowski  | Trzaskowski | Nawrocki | Nawrocki | Mentzen | Mentzen | Braun   | Braun  | Hołownia | Hołownia | Zandberg | Zandberg | Otros   | Otros   | Total     |       |           |
| Voivodato            | Votos        | %           | Votos    | %        | Votos   | %       | Votos   | %      | Votos    | %        | Votos    | %        | Otros   | Otros   | Total     | Votos | %         |
| -------------------- | ------------ | ----------- | -------- | -------- | ------- | ------- | ------- | ------ | -------- | -------- | -------- | -------- | ------- | ------- | --------- | ----- | --------- |
| Voivodato            | Baja Silesia | 519 319     | 36,52    | 362 779  | 25,51   | 192 749 | 13,56   | 77 921 | 5,48     | 66 643   | 4,69     | 80 976   | 5,70    | 121 447 | Total     | 8,54  | 1 421 834 |
| Cuyavia y Pomerania  | 339 442      | 35,63       | 251 323  | 26,38    | 141 713 | 14,87   | 49 699  | 5,22   | 49 495   | 5,19     | 41 052   | 4,31     | 80 060  | 8,40    | 952 784   |       |           |
| Gran Polonia         | 619 185      | 35,04       | 433 259  | 24,52    | 258 786 | 14,64   | 97 413  | 5,51   | 104 788  | 5,93     | 97 235   | 5,50     | 156 495 | 8,86    | 1 767 161 |       |           |
| Lodz                 | 377 192      | 30,27       | 400 817  | 32,17    | 172 049 | 13,81   | 75 641  | 6,07   | 58 080   | 4,66     | 56 702   | 4,55     | 105 606 | 8,48    | 1 246 087 |       |           |
| Lublin               | 213 269      | 20,65       | 402 906  | 39,02    | 170 886 | 16,55   | 96 862  | 9,38   | 44 662   | 4,32     | 36 471   | 3,53     | 67 601  | 6,55    | 1 032 657 |       |           |
| Lubusz               | 183 321      | 40,49       | 105 266  | 23,25    | 64 453  | 14,23   | 25 954  | 5,73   | 22 352   | 4,94     | 18 325   | 4,05     | 33 108  | 7,31    | 452 779   |       |           |
| Mazovia              | 957 329      | 31,52       | 897 133  | 29,53    | 409 064 | 13,47   | 170 378 | 5,61   | 150 536  | 4,96     | 168 936  | 5,56     | 284 175 | 9,36    | 3 037 551 |       |           |
| Opole                | 148 253      | 35,59       | 107 179  | 25,73    | 63 664  | 15,28   | 26 750  | 6,42   | 23 534   | 5,65     | 16 984   | 4,08     | 30 202  | 7,25    | 416 566   |       |           |
| Pequeña Polonia      | 445 859      | 24,41       | 643 054  | 35,21    | 295 847 | 16,20   | 120 425 | 6,59   | 89 634   | 4,91     | 99 552   | 5,45     | 131 967 | 7,23    | 1 826 338 |       |           |
| Podlaquia            | 130 372      | 23,31       | 199 325  | 35,64    | 95 487  | 17,07   | 43 059  | 7,70   | 32 337   | 5,78     | 20 277   | 3,63     | 38 369  | 6,86    | 559 226   |       |           |
| Pomerania            | 460 423      | 38,05       | 268 441  | 22,19    | 171 136 | 14,14   | 61 414  | 5,08   | 69 922   | 5,78     | 70 843   | 5,85     | 107 779 | 8,91    | 1 209 958 |       |           |
| Pomerania Occidental | 315 978      | 40,31       | 190 398  | 24,29    | 100 468 | 12,82   | 42 219  | 5,39   | 38 167   | 4,87     | 33 598   | 4,29     | 63 003  | 8,04    | 783 831   |       |           |
| Santa Cruz           | 140 322      | 23,73       | 236 151  | 39,94    | 85 188  | 14,41   | 46 923  | 7,94   | 24 745   | 4,18     | 19 749   | 3,34     | 38 259  | 6,47    | 591 337   |       |           |
| Silesia              | 722 469      | 33,37       | 599 900  | 27,71    | 322 362 | 14,89   | 122 604 | 5,66   | 115 554  | 5,34     | 104 539  | 4,83     | 177 714 | 8,21    | 2 165 142 |       |           |
| Subcarpacia          | 188 299      | 17,90       | 449 871  | 42,77    | 185 021 | 17,59   | 96 959  | 9,22   | 40 971   | 3,90     | 32 335   | 3,07     | 58 368  | 5,55    | 1 051 824 |       |           |
| Varmia y Masuria     | 215 229      | 34,56       | 168 158  | 27,00    | 96 346  | 15,47   | 37 144  | 5,96   | 31 510   | 5,06     | 25 111   | 4,03     | 49 344  | 7,92    | 622 842   |       |           |
| Extranjero           | 171 482      | 36,84       | 74 802   | 16,07    | 77 068  | 16,55   | 51 527  | 11,07  | 15 963   | 3,43     | 30 136   | 6,47     | 44 551  | 9,57    | 465 529   |       |           |

### Segunda vuelta
En la segunda vuelta, según una encuesta a pie de urna de Ipsos, Rafał Trzaskowski obtuvo el 50,3 % de los votos y Karol Nawrocki el 49,7 %; sin embargo, el margen de error del 0,6 % se encontraba dentro del margen de error. Poco después de la publicación de la encuesta, Trzaskowski se proclamó vencedor pronunciando un discurso ante sus simpatizantes en Varsovia.La encuesta tardía, publicada por Ipsos a las 23:00, indicó que Nawrocki había dado la vuelta a la contienda y lideraba con el 50,7 % de los votos, frente al 49,3 % de Trzaskowski. No obstante, esta encuesta tardía también incluía datos de los días previos a las elecciones y también se encuentra dentro del margen de error.
|  | 50.89 % |

|  | 49.11 % |

|  | 99.1 % |

|  | 0.9 % |

|  | 100.00 % |

|  | 71.63 % |

#### Resultados por distrito
| Voivodato            | Nawrocki     | Nawrocki | Trzaskowski | Trzaskowski | Total     |       |           |
| Voivodato            | Votos        | %        | Votos       | %           | Total     |       |           |
| -------------------- | ------------ | -------- | ----------- | ----------- | --------- | ----- | --------- |
| Voivodato            | Baja Silesia | 673 218  | 44,19       | 850 305     | Total     | 55,81 | 1 523 523 |
| Cuyavia y Pomerania  | 470 660      | 46,58    | 539 860     | 53,42       | 1 010 520 |       |           |
| Gran Polonia         | 837 129      | 44,83    | 1 030 175   | 55,17       | 1 867 304 |       |           |
| Lodz                 | 701 859      | 53,20    | 617 350     | 46,80       | 1 319 209 |       |           |
| Lublin               | 720 119      | 66,54    | 362 053     | 33,46       | 1 082 172 |       |           |
| Lubusz               | 201 982      | 41,78    | 281 477     | 58,22       | 483 459   |       |           |
| Mazovia              | 1 585 019    | 49,72    | 1 602 996   | 50,28       | 3 188 015 |       |           |
| Opole                | 210 321      | 47,02    | 236 992     | 52,98       | 447 313   |       |           |
| Pequeña Polonia      | 1 132 733    | 58,87    | 791 494     | 41,13       | 1 924 227 |       |           |
| Podlaquia            | 357 847      | 61,39    | 225 062     | 38,61       | 582 909   |       |           |
| Pomerania            | 521 725      | 40,87    | 754 823     | 59,13       | 1 276 548 |       |           |
| Pomerania Occidental | 359 267      | 41,97    | 496 666     | 58,03       | 855 933   |       |           |
| Santa Cruz           | 401 863      | 63,61    | 229 895     | 36,39       | 631 758   |       |           |
| Silesia              | 1 111 205    | 48,66    | 1 172 343   | 51,34       | 2 283 548 |       |           |
| Subcarpacia          | 780 429      | 71,02    | 318 485     | 28,98       | 1 098 914 |       |           |
| Varmia y Masuria     | 320 797      | 48,29    | 343 483     | 51,71       | 664 280   |       |           |
| Extranjero           | 220 455      | 36,49    | 383 718     | 63,51       | 604 173   |       |           |